# Scharrentong
De scharrentong (Lepidorhombus whiffiagonis) is een straalvinnige vis uit de familie tarbotachtigen (Scophthalmidae), orde platvissen (Pleuronectiformes), die voorkomt in het noordoosten en het oosten van de Atlantische Oceaan en de Middellandse Zee.

## Anatomie
De scharrentong kan een lengte bereiken van 60 cm. Het is een vrij slanke soort platvis, met grote, dicht bij elkaar staande ogen die op de linkerzijde staan. het lijf is slap, de kop relatief groot. De vis heeft één zijlijn, één rugvin met 85-94 vinstralen en één aarsvin met 64-74 vinstralen.

## Voorkomen en leefwijze
De scharrentong is een zoutwatervis die voorkomt in diep water met een zachte bodem, tussen de 100 en 400 m. Het dieet van de vis bestaat hoofdzakelijk uit dierlijk voedsel zoals macrofauna (kreeftachtigen) en visjes zoals spieringsoorten.

## Relatie tot de mens
De scharrentong is voor de beroepsvisserij van groot belang. Scharrentong wordt samen met andere vissoorten, waaronder heek, door Spaanse, Franse, Ierse, Britse, Belgische en Portugese trawlers in grote hoeveelheden gevangen.
De scharrentong is een zeldzame dwaalgast aan de kusten van de Lage Landen.